# Домусновас Каналес
Домусновас Каналес је насеље у Италији у округу Ористано, региону Сардинија.
Према процени из 2011. у насељу је живело 48 становника. Насеље се налази на надморској висини од 231 м.